# Związek Ojczyzny – Litewscy Chrześcijańscy Demokraci
Związek Ojczyzny – Litewscy Chrześcijańscy Demokraci (Konserwatyści, Polityczni Więźniowie i Zesłańcy, Narodowcy) (lit. Tėvynės sąjunga – Lietuvos krikščionys demokratai (konservatoriai, politiniai kaliniai ir tremtiniai, tautininkai), TS-LKD) – litewska partia polityczna reprezentująca nurty konserwatywny, konserwatywno-liberalny i chadecki, działająca od 1993.

## Historia

### Lata 1993–2000

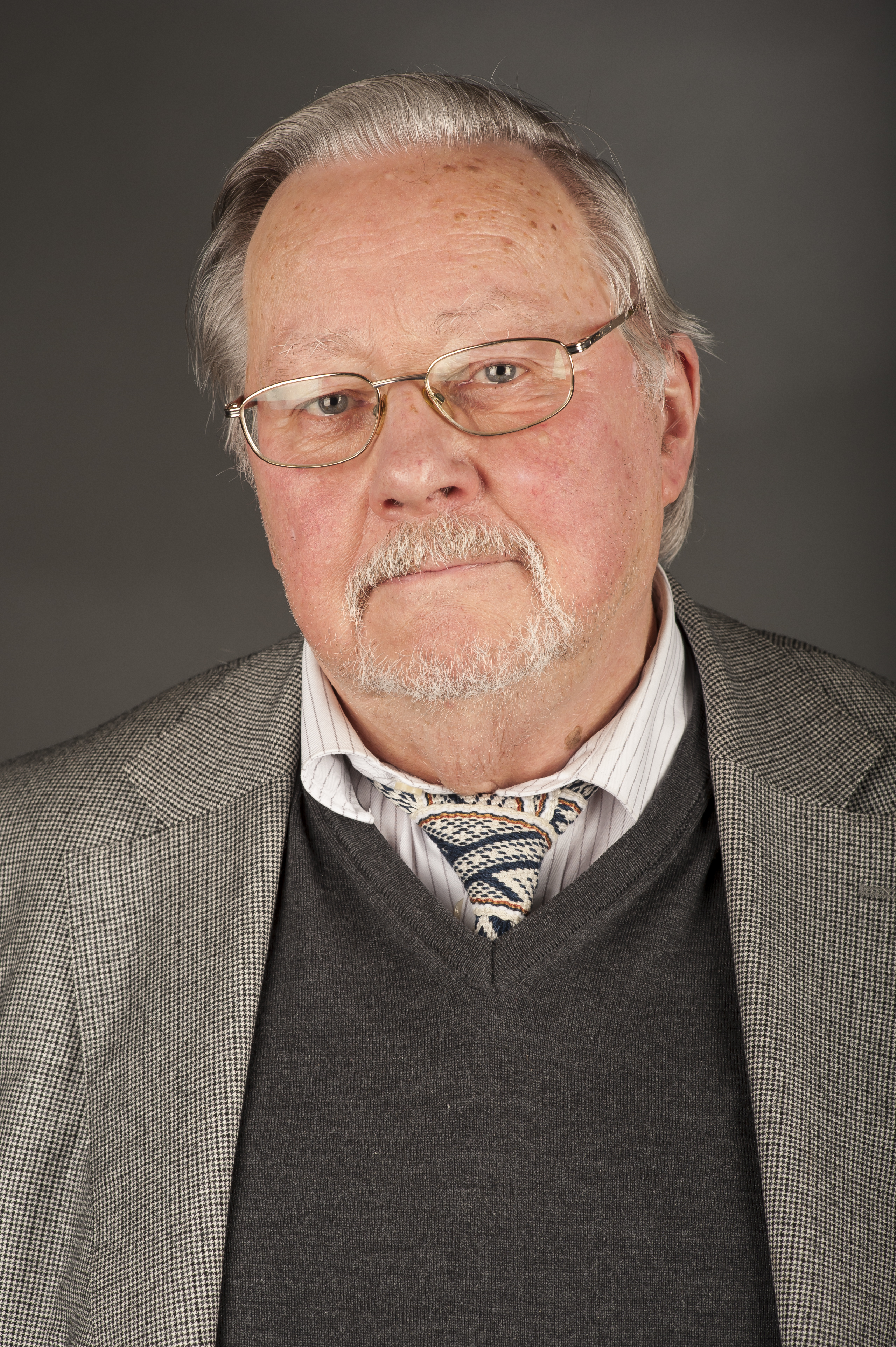
Vytautas Landsbergis – założyciel i były lider TS

Partia została założona 1 maja 1993 przez prawe skrzydło litewskiego ruchu demokratycznego Sąjūdis, kierowanego przez Vytautasa Landsbergisa, który został przewodniczącym nowej formacji. Ugrupowanie przyjęło wówczas nazwę Związek Ojczyzny (Litewscy Konserwatyści), przystąpiło do niego ponad 25 posłów na Sejm kadencji 1992–1996. TS pozostawał w opozycji do ówczesnych rządów, zdominowanych przez postkomunistyczną Demokratyczną Partię Pracy.
W kolejnych wyborach w 1996 konserwatyści odnieśli znaczący sukces, zajmując w nich pierwsze miejsce. Partia otrzymała 29,80% głosów (w głosowaniu na listy krajowe), uzyskując łącznie 70 mandatów w 141-osobowym parlamencie. Vytautas Landsbergis objął stanowisko przewodniczącego Sejmu, inny z liderów Związku Ojczyzny, były premier Gediminas Vagnorius, po raz drugi stanął na czele rządu (w koalicji z chadekami). Po jego dymisji (w maju 1999) na skutek konfliktu z prezydentem Valdasem Adamkusem konserwatyści do końca kadencji współtworzyli kolejne rządy kierowane przez swoich działaczy (Rolandasa Paksasa i Andriusa Kubiliusa).
Partia w tym okresie traciła na popularności, przechodziła też kolejne rozłamy. W październiku 1999 grupa działaczy pod przywództwem Laimy Andrikienė i Vidmantasa Žiemelisa (posłów oraz sygnatariuszy aktu niepodległości) utworzyła Ojczyźnianą Partię Ludową. W lipcu 2000 stronnicy Gediminasa Vagnoriusa (w tym kilkunastu deputowanych) powołali własne ugrupowanie pod nazwą Umiarkowany Związek Konserwatywny. W tym okresie partię opuścił też Rolandas Paksas, wówczas mer Wilna, stając się liderem Litewskiego Związku Liberałów.

### Lata 2000–2008
W 2000 Związek Ojczyzny poniósł porażkę wyborczą. Lista krajowa uzyskała 8,62% głosów, co przełożyło się na 8 mandatów (z tego jeden przypadł przedstawicielowi Litewskiemu Związkowi Więźniów Politycznych i Zesłańców, którego kandydaci startowali z list TS), partia odniosła też tylko jedno zwycięstwo w okręgach jednomandatowych. Z kierowania ugrupowaniem w 2003 zrezygnował Vytautas Landsbergis, zastąpiony przez Andriusa Kubiliusa, który trzy lata wcześniej uzyskał lepszy wynik wyborczy.
W kadencji 2000–2004 Związek Ojczyzny pozostawał w opozycji do rządów najpierw liberałów, a następnie lewicy. Partia w 2003 wchłonęła Litewski Związek Prawicy, utworzony dwa lata wcześniej z połączenia czterech małych pozaparlamentarnych stronnictw (w tym niedawnych rozłamowców z Ojczyźnianej Partii Ludowej Vidmantasa Žiemelisa oraz kierowanej przez Sauliusa Pečeliūnasa Litewskiej Partii Demokratycznej). W tym samym roku konserwatystów zasilił dotychczasowy lider Socjaldemokracji 2000, Rimantas Dagys. W 2004 do TS przyłączył się ostatecznie Litewski Związek Więźniów Politycznych i Zesłańców. Dokonano wówczas przerejestrowania ugrupowania, które przyjęło nazwę Związek Ojczyzny (Litewscy Konserwatyści, Więźniowie Polityczni i Zesłańcy, Chrześcijańscy Demokraci).
W tym samym roku TS wprowadził dwóch przedstawicieli do Parlamentu Europejskiego (Vytautasa Landsbergisa i Laimę Andrikienė). W wyborach parlamentarnych w październiku 2004 z wynikiem 14,75% Związek Ojczyzny zajął trzecie miejsce, uzyskując 25 mandatów, z tego 14 w okręgach jednomandatowych. Partia w dalszym ciągu pozostawała w opozycji do kolejnych rządów kierowanych przez Algirdasa Brazauskasa i Gediminasa Kirkilasa.
W wyborach samorządowych w 2007 z wynikiem 256 mandatów w skali kraju konserwatyści zajęli drugie miejsce, otrzymując jednocześnie w skali kraju więcej głosów od socjaldemokratów. W 2008 do ugrupowania przystąpiły dwie kolejne partie – Litewscy Chrześcijańscy Demokraci i Związek Litewskich Narodowców. Ugrupowanie kolejny raz zmieniło nazwę na Związek Ojczyzny – Litewscy Chrześcijańscy Demokraci (Konserwatyści, Polityczni Więźniowie i Zesłańcy, Narodowcy).

### Lata 2008–2012

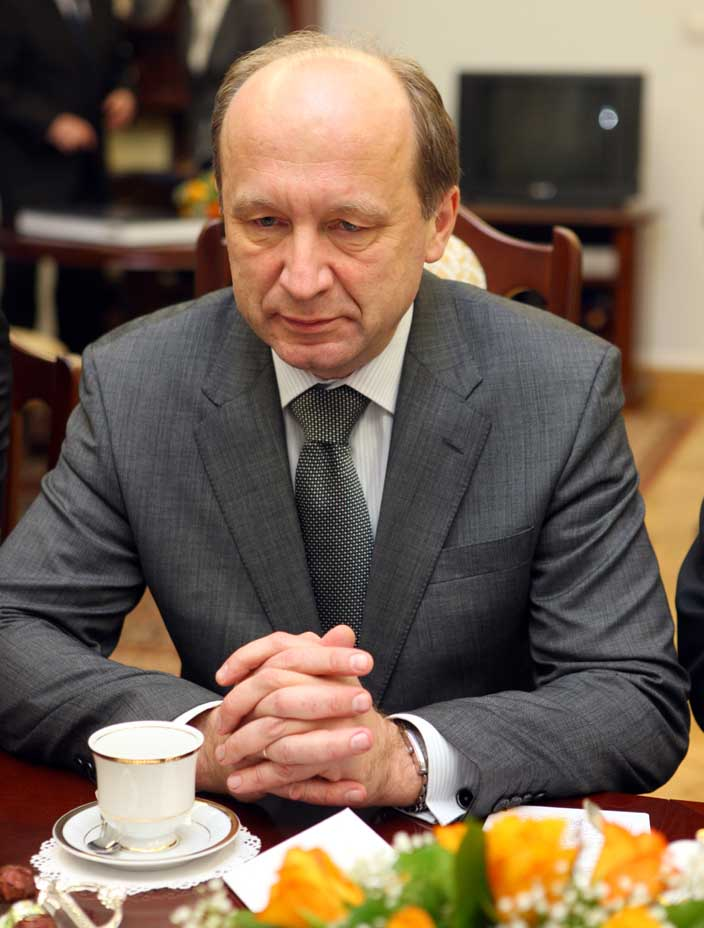
Andrius Kubilius (2009)

TS-LKD wygrał wybory parlamentarne w 2008, uzyskując 19,72%, wprowadzając 18 przedstawicieli z listy partyjnej i 27 z okręgów większościowych.
Następnego dnia po drugiej turze głosowania (27 października 2008) lider Związku Ojczyzny podpisał porozumienie o utworzeniu nowej koalicji z przywódcami Partią Odrodzenia Narodowego, Ruchem Liberalnym oraz Związkiem Liberałów i Centrum. Andrius Kubilius został wspólnym kandydatem do objęcia stanowiska premiera. Kierowany przez niego rząd przetrwał całą czteroletnią kadencję. W 2011 konserwatyści wprowadzili do samorządów 249 radnych (drugie miejsce w kraju).

### Lata 2012–2020
W wyborach do Sejmu w 2012 partia otrzymała 15,08% w okręgu krajowym (13 mandatów), zajmując trzecie miejsce. 20 jej przedstawicieli wygrało głosowanie w okręgach jednomandatowych, tym samym TS-LKD uzyskał drugą po socjaldemokratach reprezentację parlamentarną. 13 grudnia 2012 oparty na TS-LKD rząd zakończył funkcjonowanie, a partia przeszła do opozycji. W 2014 konserwatyści z wynikiem 17,39% zajęli pierwsze miejsce w wyborach europejskich. W następnym roku Związek Ojczyzny wprowadził 242 radnych, ponownie ustępując socjaldemokratom.
W kwietniu 2015 w wyniku przeprowadzonych w dwóch turach wyborów powszechnych nowym liderem konserwatystów został Gabrielius Landsbergis.
W wyborach parlamentarnych w 2016 Związek Ojczyzny otrzymał 21,70% w okręgu krajowym (20 mandatów), zajmując pierwsze miejsce. Partia odnotowała jednak słabszy rezultat w okręgach jednomandatowych, wprowadzając z nich tym razem 11 swoich przedstawicieli, pozostała ugrupowaniem opozycyjnym. W 2019 Związek Ojczyzny uzyskał z własnych list 264 mandaty w wyborach lokalnych (najlepszy rezultat w kraju). W tym samym roku zwyciężyli również w wyborach do PE IX kadencji.

### Lata 2020–2024
W wyborach do Sejmu w 2020 partia z wynikiem 24,86% głosów zajęła pierwsze miejsce. Uzyskała tym razem najliczniejszą reprezentację poselską – łącznie 50 mandatów (23 z listy krajowej i 27 z okręgów większościowych). Wkrótce po drugiej turze głosowania TS-LKD i dwie partie liberalne (Ruch Liberalny Republiki Litewskiej i Partia Wolności) zadeklarowały podjęcie rozmów koalicyjnych celem utworzenia nowego rządu z konserwatystką Ingridą Šimonytė jako premierem.
Zdominowany przez TS-LKD rząd Ingridy Šimonytė ostatecznie rozpoczął urzędowanie w grudniu 2020. W wyborach lokalnych w 2023 mandaty radnych z list partii uzyskało 239 osób. W 2024 związek ponownie zajął pierwsze miejsce w wyborach europejskich.

### Od 2024
W wyborach krajowych z października 2024 konserwatyści dostali 18,00% głosów, przegrywając z socjaldemokratami. Do nowego Sejmu wprowadzili 28 reprezentantów (w tym 11 z okręgów większościowych). W tym samym miesiącu Gabrielius Landsbergis złożył rezygnację z funkcji przewodniczącego partii. Po powołaniu nowego rządu w grudniu 2024 partia przeszła do opozycji. W lutym 2025 na nowego przewodniczącego związku wybrany został Laurynas Kasčiūnas.

## Program
Partia oparła się na ideologii konserwatywnej i chadeckiej, w sferze gospodarczej reprezentując nurt liberalny. W sprawach społecznych utrzymuje konserwatywne stanowisko, w okresie jej rządów w 2009 przyjęto ustawę o ochronie nieletnich przed szkodliwymi treściami, zabraniającą m.in. podważania wartości małżeństwa jako związku mężczyzny i kobiety.

## Poparcie w wyborach
| Wybory | Poparcie (lista krajowa) | Zmiana punktów procentowych | Lista krajowa | Zmiana | Okręgi jednomandatowe | Zmiana | Suma |
| ------ | ------------------------ | --------------------------- | ------------- | ------ | --------------------- | ------ | ---- |
| 1996   | 29,80%                   | –                           | 33            | –      | 37                    | –      | 70   |
| 2000   | 8,62%                    | –21,18                      | 8             | –25    | 1                     | –36    | 9    |
| 2004   | 14,75%                   | +6,13                       | 11            | +3     | 14                    | +13    | 25   |
| 2008   | 19,70%                   | +4,95                       | 18            | +7     | 27                    | +13    | 45   |
| 2012   | 15,08%                   | –4,62                       | 13            | –5     | 20                    | –7     | 33   |
| 2016   | 21,70%                   | +6,62                       | 20            | +7     | 11                    | –9     | 31   |
| 2020   | 24,86%                   | +3,16                       | 23            | +3     | 27                    | +16    | 50   |
| 2024   | 18,00%                   | –6,86                       | 17            | –6     | 11                    | –16    | 28   |

| Wybory | Poparcie | Zmiana punktów procentowych | Mandaty | Zmiana | L. miejsc dla Litwy |
| ------ | -------- | --------------------------- | ------- | ------ | ------------------- |
| 2004   | 12,6%    | –                           | 2       | –      | 13                  |
| 2009   | 26,8%    | +14,2                       | 4       | +2     | 12                  |
| 2014   | 17,4%    | –9,4                        | 2       | –2     | 11                  |
| 2019   | 19,7%    | +2,3                        | 3       | +1     | 11                  |
| 2024   | 21,3%    | +1,6                        | 3       | –      | 11                  |